# Liparis asinacephala
Liparis asinacephala là một loài thực vật có hoa trong họ Lan. Loài này được W.Suarez & Cootes mô tả khoa học đầu tiên năm 2008.